# Neosybra ochreovittata
Neosybra ochreovittata là một loài bọ cánh cứng trong họ Cerambycidae.